# 小行星6600
小行星6600（英語：6600 Qwerty）是一颗围绕太阳公转的小行星。1988年8月17日，安東寧·姆爾科斯在克列特发现了此天体。
这颗小行星的绝对星等为87.26943等。